# اللغة اللواتية
لواتي (المعروف أيضا باسم اللواتيا، لواتيا، حيدر أبادي، الكوجة أو كوجكي) هي لغة من اللغات الهندوآرية يتحدث بها 5000 إلى 10،000 شخص يُعرفون باسم اللواتيا (ويسمون أيضا الكُوجاس أو الحيدر أباديين) في سلطنة عمان. في المجموع يقدر أن هناك 20،000 إلى 30،000 شخص لواتي. على الرغم من الأسماء المختلفة، يشير اللواتيا إلى لغتهم باسم الكوجكي. وهي تعتبر لغة مهددة بالانقراض بسبب أن جزء من اللواتيا لا يتكلمون اللواتي كما إن الأجيال لا تتناقلها.